# Le Mesnil-Villement
Le Mesnil-Villement (Ausspracheⓘ) ist eine französische Gemeinde mit 284 Einwohnern (Stand: 1. Januar 2022) im Département Calvados in der Region Normandie. Sie gehört zum Arrondissement Caen und zum Kanton Falaise.

## Geografie
Le Mesnil-Villement liegt an der Orne, etwa zwölf Kilometer westsüdwestlich von Falaise. Umgeben wird die Gemeinde von Pont-d’Ouilly im Nordwesten und Norden, Le Détroit im Nordosten, Rapilly im Osten, Les Isles-Bardel im Südosten, Saint-Philbert-sur-Orne im Süden sowie Ménil-Hubert-sur-Orne in südwestlicher und westlicher Richtung.

## Bevölkerungsentwicklung
| Jahr                              | 1793 | 1836 | 1876 | 1926 | 1946 | 1968 | 1990 | 2019 |
| Einwohner                         | 432  | 544  | 492  | 497  | 511  | 456  | 302  | 294  |
| Quellen: Cassini, EHESS und INSEE |      |      |      |      |      |      |      |      |

## Sehenswürdigkeiten

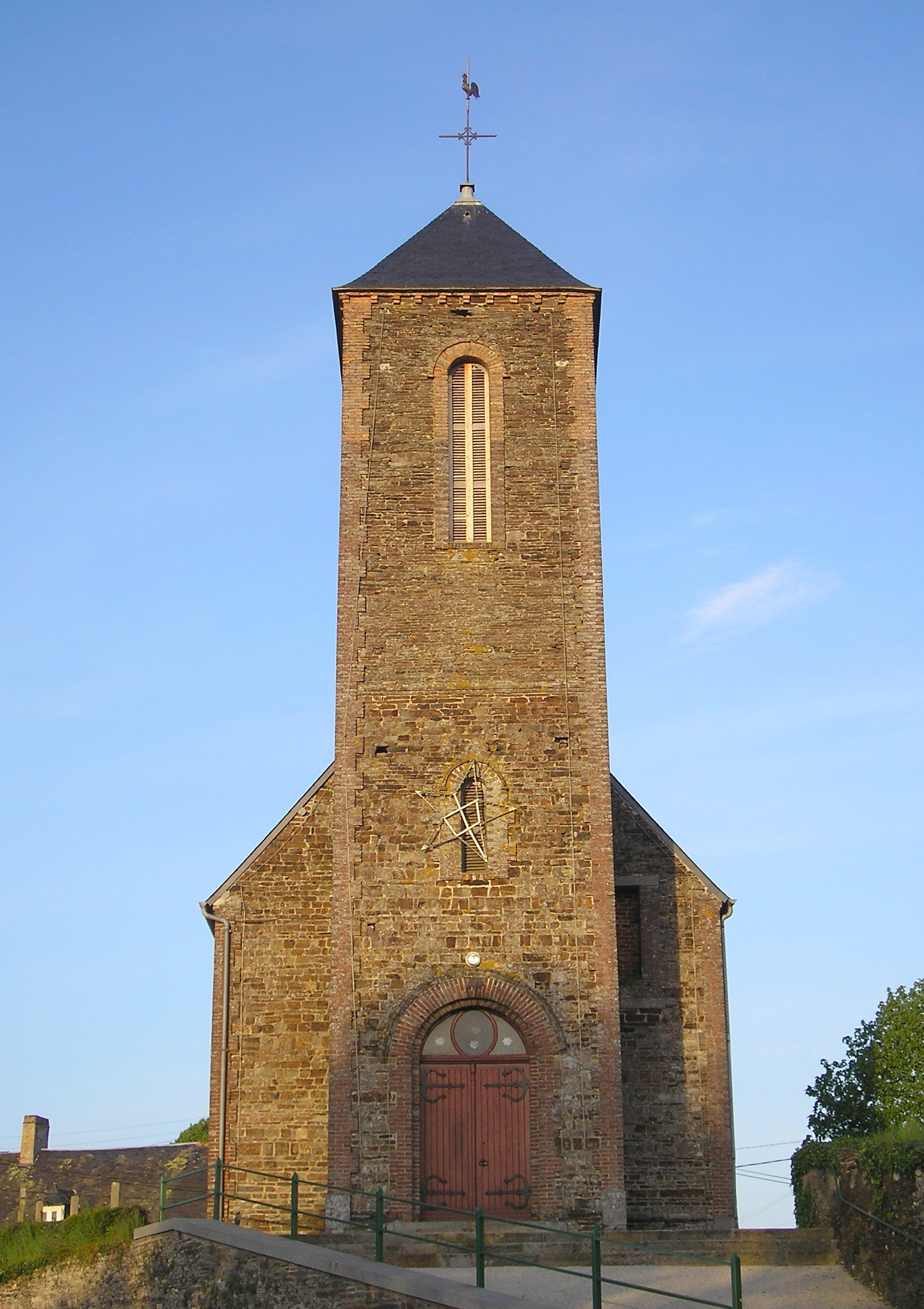
Kirche Saint-Pierre
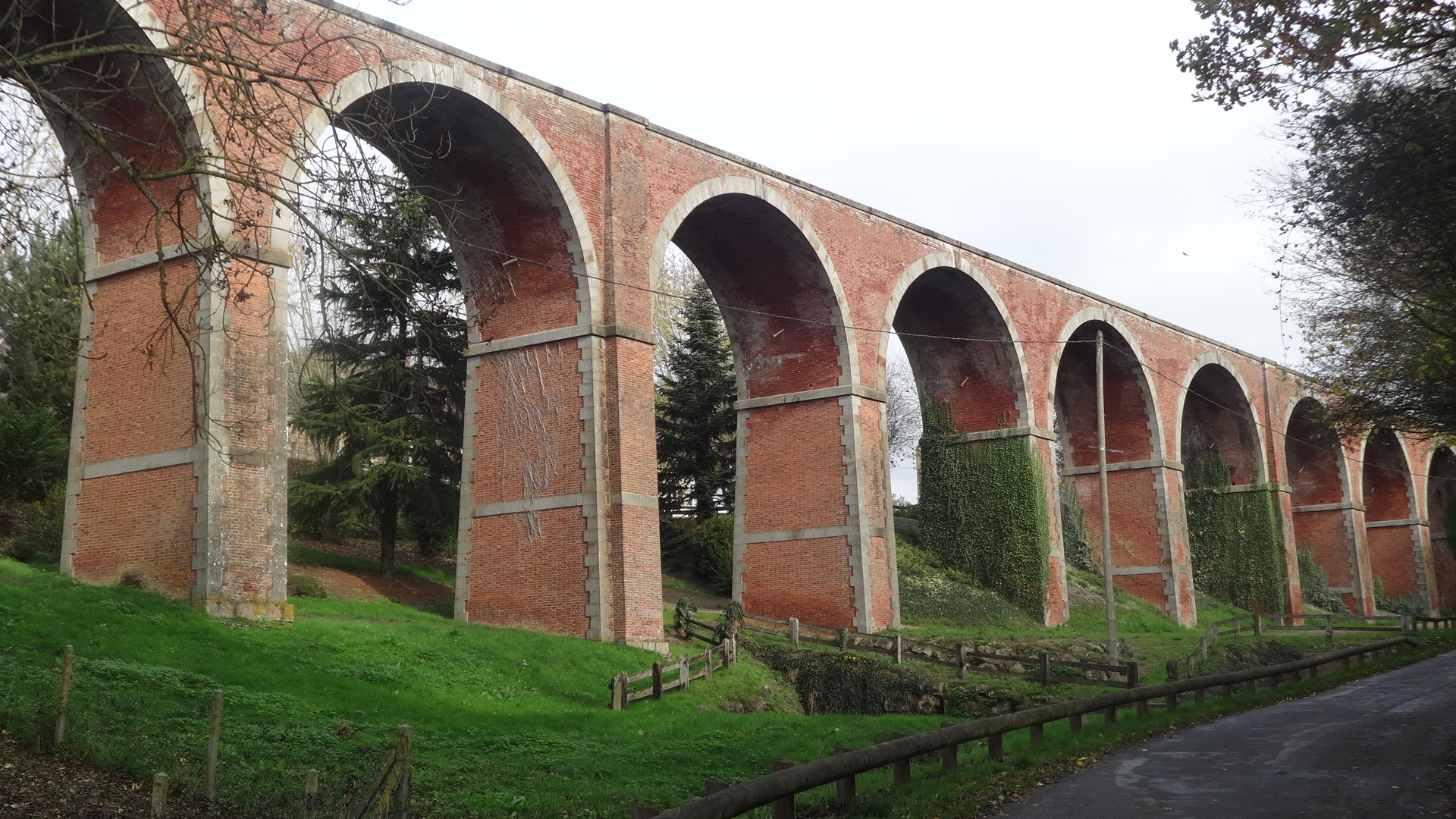
Abschnitt des Eisenbahnviadukts

- alte Bahnstation
- Eisenbahnviadukt

- Kirche Saint-Pierre
- Abschnitt des Eisenbahnviadukts